# Rəmə
Rəmə è un comune dell'Azerbaigian situato nel distretto di Gədəbəy.